# Iff卡
Iff卡是加的夫於2010年10月引入的非接觸式智能卡。該卡容許乘客在預先充值後乘搭加的夫巴士。
名稱「Iff卡」（Iff card）是加的夫（Cardiff）的文字遊戲。

## 推出
加的夫巴士於2010年10月推出Iff卡，公眾活動於加旳夫中央圖書館外舉行。首3萬張卡免費送出並預先帶有3英鎊儲值，之後購買需要5英鎊。目前Iff卡免費派發
Iff卡花了30萬英鎊推出的卡，預定可於將來兼容ITSO技術。
在推出後首幾週，超過2.5萬名申請者申請了該卡。

## 外部連結
- Cardiff Bus site – how to use the Iff card (Archive copy)
- BBC News: Cardiff Bus smartcards are unveiled （页面存档备份，存于）